# Вакоа-Феникс
Вакоа-Феникс (фр. Vacoas-Phœnix) је трећи по величини град на Маурицијусу. По подацима из 2012. године у граду живи 109.136 становника.